# La Lumière qui s'éteint (film)
Pour l’article homonyme, voir La Lumière qui s'éteint (roman).
Pour plus de détails, voir Fiche technique et Distribution.
La Lumière qui s'éteint (The Light that Failed) est un film américain en noir et blanc réalisé par William A. Wellman, sorti en 1939.
Ce film dramatique raconte l'histoire de deux jeunes artistes à la recherche du succès, de l'amour au milieu de la misère sociale. 

## Synopsis
Dick Heldar, jeune garçon joue avec un pistolet chargé près d'une plage avec son amie Maisie. Par accident, la jeune fille blesse légèrement au-dessus de l’œil son camarade de jeu. Elle-même doit bientôt partir étudier à l'étranger ce qui veut dire qu'ils ne se verront plus. Mais ils se promettent de ne jamais s'oublier, chacun d'eux souhaitant devenir artiste. Des années plus tard, alors que Dick sert dans l'armée au Soudan, il est remarqué pour ses croquis. Lors d'une bataille il sauve la vie de son ami Torpenhow mais est de nouveau blessé à l’œil. Revenus à la vie civile, ils emménagent tous deux dans un appartement en tant qu'anciens compagnons d'armes. Dick devient célèbre pour ses tableaux illustrant les campagnes militaires. Lors d'une visite au zoo il croise son ancienne amie Maisie; il lui avoue son amour mais trop occupée par son art, elle le refuse amicalement. Alors qu'il rentre chez lui il trouve une jeune fille, Bessie, à qui Torpenhow a offert le gîte et le couvert, la pauvre enfant étant sans abris. Bessie tombe amoureuse de Torpenhow mais Dick brise leur liaison à peine débutée. 
Parallèlement, Dick voit en Bessie un modèle pour sa future œuvre. Bien que haïssant ce peintre qui a brisé son idylle, elle accepte de poser contre rémunération, espérant à chaque venue croiser Torpenhow mais Dick s'arrange toujours pour la faire partir avant sa venue. Un jour, Dick est atteint de troubles visuels ; il consulte un médecin qui lui prédit une cécité totale rapide. Avant d'être complètement aveugle, Dick, pris d'une frénésie compulsive, décide de peintre un chef-d'œuvre avant de perdre totalement la vue. Ce sera un portrait de Bessie mais avec les yeux de Maisie qui devra symboliser la mélancolie à tous ses admirateurs. Pour arriver à ses fins, il fait chercher Bessie au milieu de la nuit puis la torture psychologiquement en la forçant à rire aux éclats pendant des heures. Le tableau achevé, Bessie s'enfuit de l'appartement et se jette dans les bras de Torpenhow qui arrive au même instant. Mais celui-ci ne veut pas décevoir Dick à qui il doit la vie et refuse l'amour de la jeune fille. Il lui verse la somme convenue puis accompagne Dick se coucher car il est très fatigué. Dick annonce à Torpenhow qu'il est aveugle. Pendant ce temps, Bessie ivre de vengeance revient dans l'appartement, elle retire le voile qui avait été posé sur la toile et la saccage à coups d'essence de térébenthine puis remet le voile sur ce qui était un chef-d'œuvre. Torpenhow qui doit s'absenter une semaine fait demander à Maisie de visiter son vieil ami Dick, à présent aveugle. Celui-ci est tout fier de présenter le chef-d'œuvre qui couronne sa carrière de peintre ; le tableau Mélancolie. N'osant exprimer l'effroi que lui inspire la vue de cette toile difforme, Maisie lui dit simplement qu'elle est magnifique. Elle veut désormais rester près de lui. Mais Dick ne voulant pas qu'elle s'attache à un handicapé la renvoie avec toute son amitié. Par la suite, il lui prend l'idée de demander à Bessie de s'occuper de son intérieur du fait de son handicap. Étonnée, Bessie ne comprend pas qu'il ne lui tienne pas rigueur de ce qu'elle a fait. Elle comprend que personne ne lui a dit la vérité ; qu'elle a massacré son chef-d'œuvre par vengeance. Comprenant alors ce qui s'est passé, Dick repousse Bessie mais avec cette réflexion : "la vie m'a donné une bonne leçon". Il s'embarque alors pour un tour du monde, rejoint Torpenhow qui a retrouvé le champ de bataille et alors que la cavalerie s'apprête à charger, demande à participer à l'assaut afin d'y trouver la mort. 
C'est effectivement ainsi qu'il finira, ses amis disant simplement en retrouvant son cadavre : "il a eu de la chance, il est mort".

## Fiche technique
- Titre : La Lumière qui s'éteint
- Titre original : The Light that Failed
- Réalisation : William A. Wellman
- Scénario : Robert Carson d'après le roman de Rudyard Kipling
- Photographie : Theodor Sparkuhl
- Montage : Thomas Scott
- Musique : Victor Young
- Direction artistique : Hans Dreier et Robert Odell
- Producteur : William A. Wellman
- Société de production : Paramount Pictures
- Société de distribution : Paramount Pictures
- Pays d'origine :  États-Unis
- Langue : anglais américain
- Format : noir et blanc – 35 mm – 1,37:1 – mono (Western Electric Mirrophonic Recording)
- Genre : Film dramatique
- Durée : 99 min (1 h 39)
- Dates de sortie :
  - États-Unis :24 décembre 1939
  - France : 19 septembre 1945

## Distribution
- Ronald Colman : Dick Heldar
- Walter Huston : Torpenhow
- Muriel Angelus : Maisie
- Ida Lupino : Bessie Broke
- Dudley Digges : L'Antilope
- Ernest Cossart : Beeton
- Ferike Boros : Madame Binat
- Pedro de Cordoba : Monsieur Binat
- Colin Tapley : Gardner
- Ronald Sinclair : Dick Heldar enfant
- Sarita Wooton : Maisie
- Halliwell Hobbes : docteur
- Charles Irwin : soldat modèle
- Francis McDonald : George
- George Regas : Cassavetti
- Wilfred Roberts : Barton
- Fay Helm : fille rousse
- Hayden Stevenson : correspondant de guerre